# Wilhelm Blumenhagen
Philipp Georg August Wilhelm Blumenhagen ou Wilhelm Blumenhagen, né le 15 février 1781 à Hanovre et mort le 6 mai 1839 dans la même ville est un médecin et écrivain allemand.

## Biographie
Blumenhagen est l'auteur de nombreuses nouvelles publiées dans des journaux du soir comme l'Abend-Zeitung. Depuis 1894 il existe une rue Blumenhagenstraße dans le quartier de Hannover-Nordstadt (de).

## Analyses
Franc-maçon et auteur sur la maçonnerie, il expose parfois celle-ci comme un lieu de sagesse en la citant de la sorte :   « comme si toute la Terre devait être le temple de l'ordre, les puissants nous en laisseraient la gouvernance » qui est interprété par l' auteur conspirationniste  Jan van Helsing comme une volonté de création d'un nouvel ordre mondial et d'un gouvernement mondial.

## Publications
- « Novellen u. Erzählungen » (Hannover 1826-27, 4 Bde.)
- « Neuer Novellenkranz » (Braunschweig 1829-30, 2 Bde.)
- « Sämtlichen Schriften » erschienen in 2. Auflage in 16 Bänden (Stuttgart 1843-44).
- Wo ist der Platz der Freimaurerei in der Menschheit? (Hannover 1838)
- Wilhelm Blumenhagen´s maurerischer Nachlass (Hannover 1840).